# Darija Jurak
Darija Jurak Schreiber (n. 5 aprilie 1984) este o jucătoare croată de tenis. Cea mai înaltă poziție în clasamentul WTA la dublu este locul 9 mondial (15 noiembrie 2021).